# 秋吉台國定公園
秋吉台國定公園，是位在日本山口縣中部美禰市以秋吉台的喀斯特台地為主所規劃的國定公園。
國定公園的區域內還包括秋芳洞、景清洞、大正洞、中尾洞在內約200個鍾乳洞，也由於以喀斯特地形為主題，僅有45平方公里，在日本的國定公園中屬於面積較小的。

## 外部連結
- （日語） 山口縣美禰市秋吉台國定公園觀光情報 （页面存档备份，存于）
  - （繁體中文）美禰市觀光協會 （页面存档备份，存于）
  - （繁體中文）美禰市觀光協會 （页面存档备份，存于）